# Jūtaijutsu
Jūtaijutsu (柔体術, 柔體術, 柔軆術) è un termine giapponese che nelle scuole di arti marziali che si rifanno a Takamatsu Chōsui indica l'arte della lotta nel suo complesso (in alternativa al più comune termine jūjutsu) o una sua specialità incentrata sulle tecniche di neutralizzazione, disarticolazione, proiezione.
Il significato di jūtaijutsu è "destrezza (taijutsu, 体術) nelle tecniche di neutralizzazione (yawara, 柔)". Yawara è uno dei principi unificanti degli stili tradizionali di lotta giapponese ed è rappresentato dalla sillaba Jū anche in termini noti come Jūdō o Jūjutsu. 

## Storia
L'uso del termine jūtaijutsu risale ai documenti storici (Kukami Monjo, 九鬼文書) di una influente scuola classica di arti marziali, il Kukishin-ryū (九鬼神流) dei nobili di Ayabe, o più verosimilmente alla loro ricompilazione ad opera di un maestro di questo stile, Takamatsu Chōsui, nella prima metà del Novecento. Il termine infatti si è diffuso principalmente grazie all'opera di allievi o membri della cerchia di Takamatsu. Tra questi, i più noti sono Hatsumi Yoshiaki, suo allievo diretto, Tanemura Tsunehisa e Manaka Fumio che hanno fondato rispettivamente gli stili: Bujinkan, Genbukan e Jinenkan incentrati attorno alle pratiche di genere ninjutsu di cui Takamatsu Chōsui si era dichiarato erede. In questi stili si utilizzano i neologismi jūtaijutsu e dakentaijutsu per indicare rispettivamente lotta e boxe laddove tradizioni parallele conservano le denominazioni di jūjutsu o karate, utilizzate in origine dallo stesso Takamatsu. 
Un altro maestro giapponese adotta sporadicamente il termine jūtaijutsu per indicare il proprio stile: Takimoto Tekkotsu, che ha fondato negli anni cinquanta uno stile ibrido basato sul Fusen-ryū di jūjutsu (Takimoto-ha Fusen-ryū, 滝本派不遷流).

## Scuole fuori dal Giappone
Fuori dal Giappone in tempi più recenti sono stati fondati stili di lotta che utilizzano la stessa denominazione, per esempio lo Hōshinrōshi-ryū Jūtaijutsu (法心老子流柔体術) in Canada o lo Yōshin-ryū Jūtaijutsu (楊心流柔体術) in Italia.